# كانغ كون
كانغ كون (الكورية: 강건) هو عسكري كوري شمالي، ولد في 23 يونيو 1918، وتوفي في 8 سبتمبر 1950.